# Гольдшмидт (лунный кратер)
Кратер Гольдшмидт (лат. Goldschmidt) — крупный ударный кратер на видимой стороне Луны в районе северного полюса. Название присвоено в честь немецкого астронома и художника Германа Гольдшмидта (1802—1866). Название утверждено Международным астрономическим союзом в 1935 году. Образование кратера относится к донектарскому периоду.

## Описание кратера

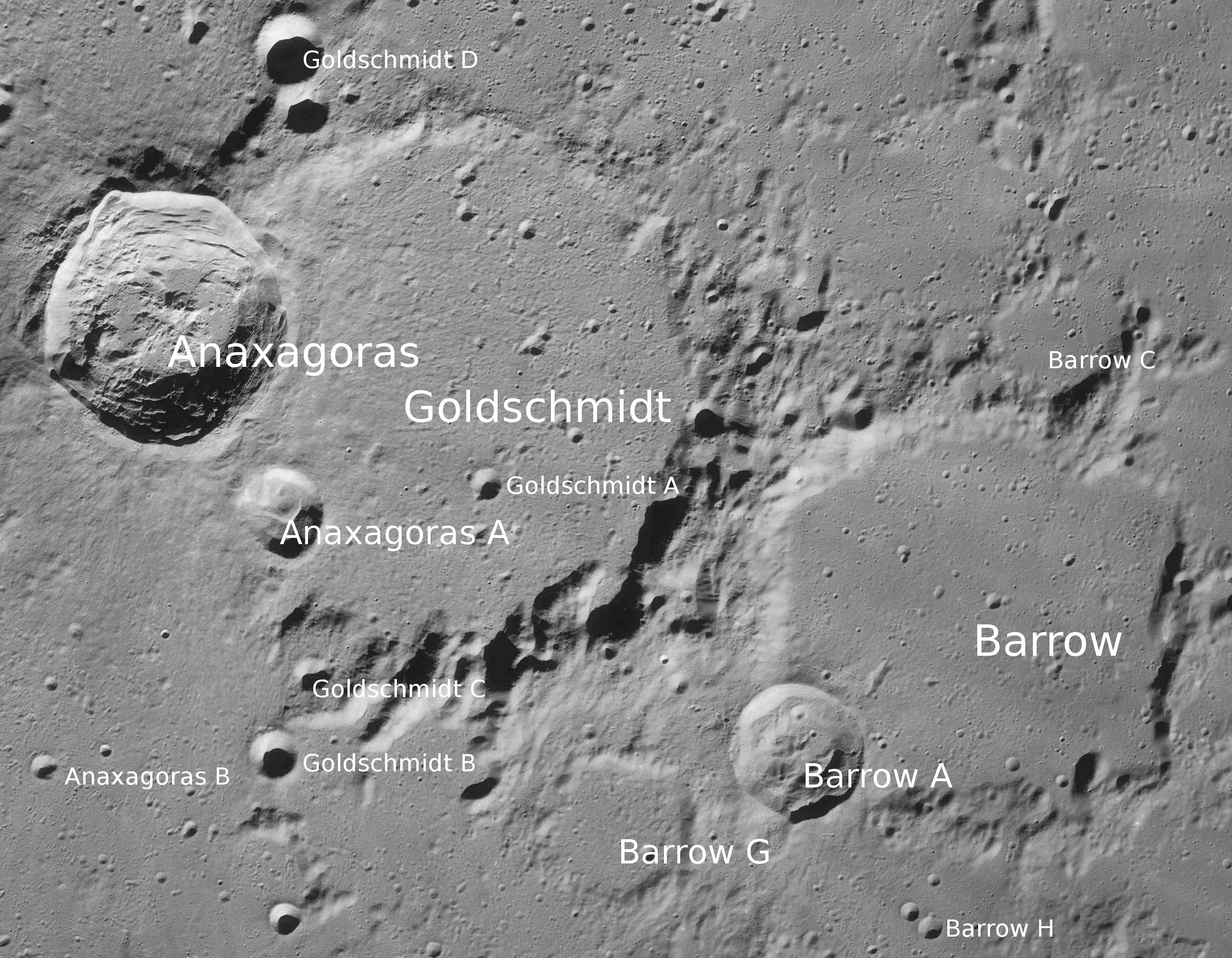
Окрестности кратера Гольдшмидт. Снимок зонда Lunar Reconnaissance Orbiter.

Кратер находится в гористой местности. Западная часть вала кратера перекрыта кратером Анаксагор и его сателлитным кратером Анаксагор А, на юго-востоке от кратера находится кратер Барроу, на юге — кратер Эпиген. Селенографические координаты центра кратера 72°58′ с. ш. 3°49′ з. д. / 72,97° с. ш. 3,82° з. д., диаметр 115,26 км, глубина 3,42 км. 

Кратер имеет почти правильную циркулярную форму, хотя за счет перспективного искажения при наблюдениях с Земли кажется овальным. Вал кратера сильно поврежден эрозией, западная часть вала практически полностью разрушена кратерами Анаксагор, Анаксагор А. Породы выброшенные при образовании этих кратеров покрывают западную часть чаши кратера. Остальная часть чаши кратера ровная, по всей вероятности выровнена при заполнении лавой, испещрена множеством маленьких кратеров. Центральный пик отсутствует. Высота вала над окружающей местностью составляет 1560 м, объем кратера приблизительно 13200 км³. 

## Сателлитные кратеры

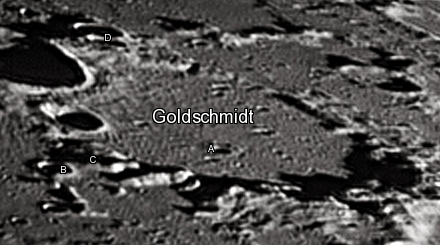
Снимок Девида Кемпбелла.

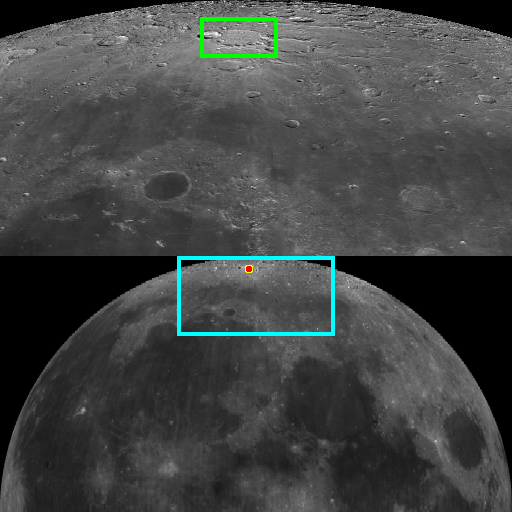
Месторасположение кратера

| Гольдшмидт | Координаты                                          | Диаметр, км |
| ---------- | --------------------------------------------------- | ----------- |
| A          | 72°29′ с. ш. 2°32′ з. д. / 72,49° с. ш. 2,53° з. д. | 6,7         |
| B          | 70°36′ с. ш. 6°49′ з. д. / 70,6° с. ш. 6,81° з. д.  | 9,9         |
| C          | 71°08′ с. ш. 6°08′ з. д. / 71,14° с. ш. 6,13° з. д. | 7,6         |
| D          | 75°23′ с. ш. 7°46′ з. д. / 75,39° с. ш. 7,76° з. д. | 13,8        |

## Места посадок космических аппаратов
- 18 декабря 2012 года около 05:30 МСК приблизительно в 115 км к западу-северо-западу от кратера Гольдшмидт, в точке с селенографическими координатами 75°37′ с. ш. 26°38′ з. д. / 75,62° с. ш. 26,63° з. д.G, в поверхность Луны врезались после окончания миссии и сведения с орбиты два космических аппарата программы The Gravity Recovery and Interior Laboratory (GRAIL).